# ポルシェ・909

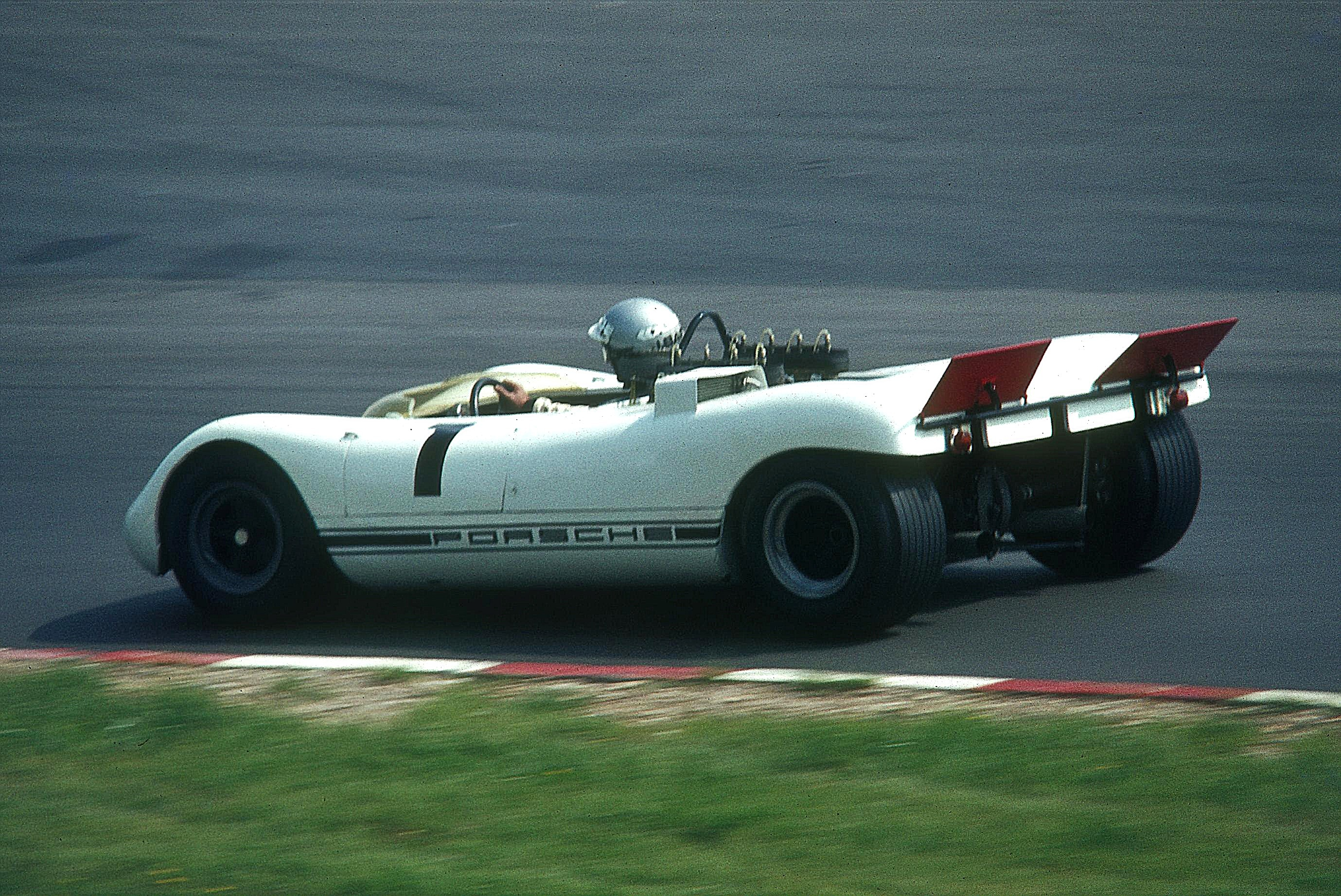
ポルシェ909

909はポルシェが1968年ヒルクライム用に製作したレーシングカーである。別称ベルクスパイダー（Berg Spyder ）。

## 概要
ポルシェ・910をベースにヒルクライムレーサーに改造してある。

### エンジン
2リットル水平対向8気筒。

### ボディー
ヒルクライムカーには重量制限がないためチタンを車両総重量の約7%と大量に使用して極端に軽量化されており、450kgしかない。ガソリンタンク容量はわずか15リットルである。後輪荷重が大きいため急加速時には前輪が浮く。

## レース戦績
ゲルハルト・ミッターが1966年、1967年と連続してヒルクライム・チャンピオンシップを獲得した。